# Masbaraud-Mérignat
Masbaraud-Mérignat korábbi község Franciaország Új-Aquitania régiójában, Creuse megyében. 2019. január 1-jén Masbaraud-Mérignat korábbi községgel egyesült és az így létrejött Saint-Dizier-Leyrenne új község része lett.
Lakosainak száma 353 fő (2018. január 1.). Masbaraud-Mérignat Saint-Dizier-Leyrenne, Bosmoreau-les-Mines, Bourganeuf, Châtelus-le-Marcheix, Mansat-la-Courrière, Montboucher és Thauron községekkel határos.

## Népesség
A település népességének változása:
| Lakosok száma | 334  | 310  | 315  | 328  | 361  | 366  | 349  | 359  | 349  | 353  |
|               | 1968 | 1975 | 1982 | 1999 | 2006 | 2011 | 2013 | 2016 | 2017 | 2018 |